# Leysdown-on-Sea
Leysdown-on-Sea är en ort i grevskapet Kent i sydöstra England. Orten ligger i distriktet Swale på Isle of Sheppey, cirka 12 kilometer sydost om Sheerness. Tätorten (built-up area) hade 931 invånare vid folkräkningen år 2021.
Leysdown-on-Sea var en civil parish fram till 1968 när blev den en del av Queenborough in Sheppey. Civil parishen hade 565 invånare år 1961.